# Марципанова картопля
Марципанова картопля (нім. Marzipankartoffeln) — німецький кондитерський виріб кулястої форми, що складається з марципану, цукрової пудри та вкритий какао-порошком. Має деяку схожість з тістечком «картопля».
Марципанова картопля може виготовлятися з мигдалевої маси з цукром та трояндовою водою. У дефіцитні воєнні роки «марципанову картоплю» готували з манної крупи з крапелькою мигдалевої олії.